# Eva Kaili
Eva Kaili (Grieks: Εύα Καϊλή) (Thessaloniki, 26 oktober 1978) is een Grieks politica en voormalig nieuwspresentatrice.

## Biografie
Kaili studeerde bouwkunde aan de Aristoteles-universiteit van Thessaloniki. Van 2004 tot 2007 was ze nieuwspresentatrice op Mega Channel. 
Als 20-jarige studente werd ze in 1998 gekozen in de gemeenteraad van Thessaloniki voor PASOK. In 2007 zetelde ze namens PASOK tot 2012 in het Grieks Parlement. Tussen 2014 en 2024 was zij lid van het Europees Parlement.
Op 18 januari 2022 werd zij verkozen tot vicevoorzitter van het Europees Parlement, naast de dertien andere die er al waren. Op 9 december van dat jaar werd zij door de Belgische politie gearresteerd op verdenking van corruptie, in het kader van een onderzoek naar mogelijke omkoping door Qatar. Naar aanleiding hiervan werd Kaili geschorst als vicevoorzitter van het Europees Parlement, en uit haar partij, de PASOK, gezet. Op 13 december stemde het Europees Parlement bijna voltallig voor het ontheffen uit haar functie van vicevoorzitter; met 625 stemmen voor verwijdering, één tegen en twee onthoudingen.

## Persoonlijk
Kaili en haar partner Francesco Giorgi, een voormalig parlementair assistent, kregen in 2021 samen een dochter.
- Gemeinsame Normdatei: 1181016525
- Library of Congress Control Number: no2022007075
- Istituto Centrale per il Catalogo Unico: MODV669398
- Système universitaire de documentation: 250305682
- Virtual International Authority File: 4936155345600106430004
- WorldCat: E39PCjDTKKT3rgjr9Xfc9MHf4q